# تمل قره ملا أوغلي
تمل قرەمُلَّا أوغلي (بالتركية: Temel Karamollaoğlu)‏ (مواليد 1941) هو سياسي تركي يرأس حزب السعادة منذ عام 2016. خدم قرەمُلَّا أوغلي الإسلامي البارز رئيساً لبلدية سيواس في الفترة من 1989 إلى 1995 وعمل مرتين نائبا لسيواس من 1977 إلى 1980 ومن 1996 إلى 2002.

## حياته
ولد قرەمُلَّا أوغلي في ولاية مرعش جنوبي تركيا عام 1941، وتخرج في قسم تكنولوجيا النسيج من جامعة مانشستر في المملكة المتحدة عام 1964، كما حصل على درجة الماجستير من نفس الجامعة.
انتخب عضوا في البرلمان عام 1977 عن حزب السلامة الوطني، وألقي القبض عليه خلال الانقلاب العسكري عام 1980، لفترة قصيرة، ليبتعد بعدها عن الحياة السياسية لعدة سنوات، بحسب تقرير نشره التلفزيون التركي الرسمي. في عام 1989، انتخب قرەمُلَّا أوغلي رئيسا لبلدية «سيواس» وسط تركيا، ثم أعيد انتخابه عام 1994 لنفس المنصب. ونال عضوية البرلمان عام 1995 عن حزب الرفاه، خليفة حزب السلامة الوطني.
وبعد إغلاق حزب الرفاه، انضم قرەمُلَّا أوغلي إلى حزب الفضيلة، الذي نجح مرة أخرى عبره في دخول البرلمان عام 1999. كان من بين مؤسسي حزب السعادة، بعد حظر حزب الفضيلة عام 2001، وشغل منصب نائب رئيس الحزب للعلاقات الخارجية، ثم انتخب رئيسا للحزب عام 2016.
سعى إلى التوافق مع أحزاب المعارضة على مرشح رئاسي مشترك ضد زعيم حزب العدالة والتنمية ورئيس الجمهورية حينها رجب طيب أردوغان، لكنه فشل في ذلك، فقرر ترشيح نفسه للانتخابات الرئاسية والتي أجريت يوم الأحد 24 يونيو 2018.
ولم يحصل الا على ما نسبته 0.89 من الاصوات. 